# Salim Hatum

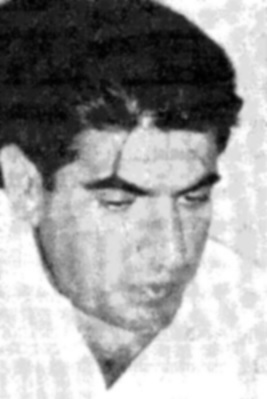
Salim Hatum vor 1967

Salim Hatum (* 1928; † 26. Juni 1967) war ein syrischer Offizier und Politiker der Baath-Partei. Er spielte bei der Machtübernahme der Baathpartei 1963 und dem Militärputsch im Februar 1966 eine führende Rolle. Im September 1966 versuchte er selbst einen Putsch gegen Salah Dschadid und Hafiz al-Assad, der scheiterte. Nach jordanischem Exil kehrte er im Laufe des Sechstagekriegs nach Syrien zurück und wurde von der syrischen Regierung hingerichtet.

## Leben
Salim Hatum stammte aus einer drusischen Familie mittelgroßer Landbesitzer aus dem Dschabal ad-Duruz. Er wurde Heeresoffizier der syrischen Streitkräfte und Mitglied der Baath-Partei. In seiner Funktion als Offizier half er aktiv bei der Revolution des 8. März, bei der die Baath-Partei die Macht im Staat übernahm. Im Februar 1966 putschte die militärische Führung der Partei um Salah Dschadid und Hafiz al-Assad gegen die zivile Regierung von Amin al-Hafiz. Hatum wurde mit der Aufgabe betraut den Staatschef Amin al-Hafiz festzusetzen. Er führte diese Mission durch, jedoch starben im Verlauf der Aktion rund 50 Menschen. Amin al-Hafiz und Teile seiner Familie wurden im Verlauf der Feuergefechte verwundet. Hatum wurde innerhalb des Führungsgremiums wegen dieses Vorgehens als rücksichtslos kritisiert und erhielt nach dem geglückten Coup keine Beförderung in den innersten Zirkel der Macht.
Aufgrund dieser Zurücksetzung plante Hatum einen erneuten Putsch, dieses Mal gegen Dschadid und Assad. Seine Mitverschwörer rekrutierte er aus Beteiligten des vorhergehenden Putsches. Die Verschwörung flog jedoch in der Vorbereitungsphase auf. Hatum setzte sich in seine Heimat um den Dschebel ad-Duruz ab. Derweil verhaftete der syrische Geheimdienst tatsächliche und vermeintliche Mitverschwörer Hatums aus der drusischen Gemeinschaft. Dschadid suchte zusammen mit Staatspräsident Nureddin al-Atassi unter dem Schutz drusischer Notabler die Drusenhochburg as-Suwaida auf um die Lage zu beruhigen. Die beiden wurden von Parteigängern Hatums gefangen gesetzt. Unter Leitung von Hafiz al-Assad wurde der Putsch schließlich mit militärischen Mitteln niedergeschlagen. Die Luftwaffe bombardierte die Zitadelle von as-Suwaida und das Heer setzte die 70. Panzerbrigade ein um das Gebiet wieder unter Kontrolle zu bringen. Hatum floh vor der Strafverfolgung durch den syrischen Staat und erhielt in Jordanien politisches Asyl. Er wurde durch ein Sondergericht unter Verteidigungsminister Mustafa Tlass in Abwesenheit zum Tode verurteilt.
Im Laufe des Sechstagekriegs kehrte Hatum mit Unterstützung der jordanischen Regierung unter Wasfi at-Tall nach Syrien zurück. Er hoffte, dass er selbst an die Macht kommen könnte, und rechnete nicht mit der Rache des geschwächten Regimes von Salah Dschadid. Hierbei bezog er auch finanzielle Unterstützung von jordanischen Stellen. Hatum wurde am 26. Juni 1967 in Syrien hingerichtet.